# Estaleiros Navais de Peniche
Die Estaleiros Navais de Peniche (ENP) ist eine 1989 gegründete portugiesische Werft in Peniche. Schwerpunkte sind die Wartung, Reparaturen, Umbauten und Neubauten von Fischereifahrzeugen sowie von Schiffen im Küstenverkehr wie Fähren, Passagierschiffen und Arbeitsbooten.

## Geschichte

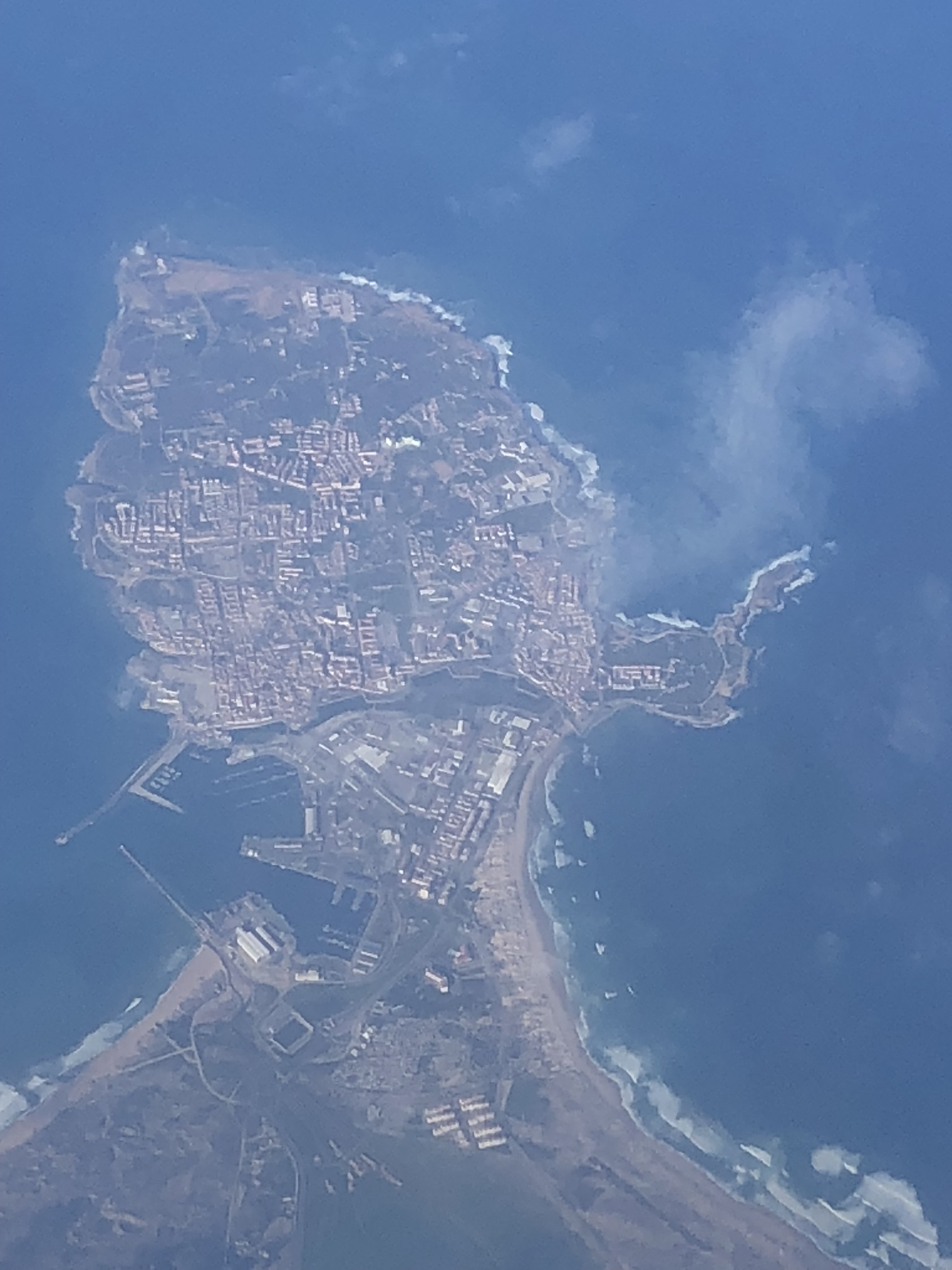
Luftaufnahme von Peniche – Lage der Werft am unteren Hafenbecken

### Gründung
Die Gründung der Werft erfolgte 1989 als Zusammenschluss mehrerer kleinerer Werften aus Peniche, um das in Bau befindliche Werftgelände zu übernehmen. 1992 erhielt sie die Konzession für die Nutzung der Anlagen im Hafen und nahm wahrscheinlich 1994 den Betrieb auf. Zweck des Unternehmens waren die Wartung, Reparatur und der Neubau von Fischereifahrzeugen aus der Region, wo sich mit der Kooperative Unicoopesca einer der größten portugiesischen Fischereibetriebe befand.

### Produkte und Kunden

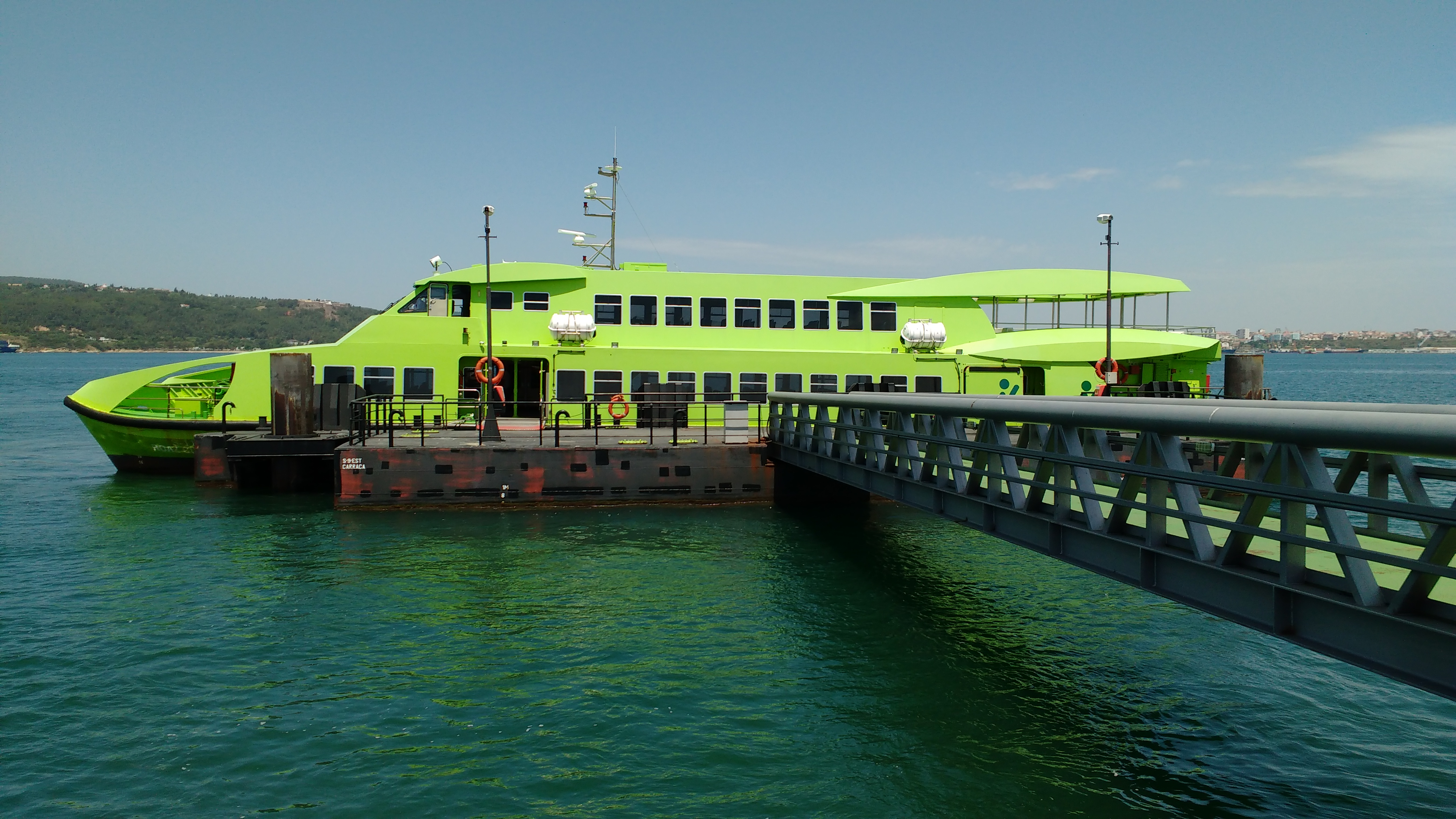
Fähr-Katamaran der Atlantic Ferries

Aus den Anfangsjahren liegen wenige Informationen vor. Erst für die Zeit ab etwa dem Jahr 2000 sind Neubauten – insbesondere Fischereifahrzeuge wie Trawler und Kutter für die heimische Fischerei – überliefert. Die für unterschiedliche Fangmethoden ausgelegten Schiffe und Boote reichen von 7,5 langen Booten bis zu 34 Meter langen Trawlern für die Kleine Hochseefischerei. Daneben bietet die Werft mehrere Modelle von Passagierschiffen in der Größenordnung von 12 bis 40 Meter an: Die Produktpalette umfasst kleine Passagierboote, Wassertaxis, Ausflugsboote vom traditionellen Typ Rabelo, Personenfähren und solche zur Mitnahme von Kraftfahrzeugen. Die kleineren Boote werden angepasst an die jeweilige Aufgabe auch als Lotsenboote, Fahrzeuge für Polizei und Rettungsdienste, als militärische Patrouillenboote sowie als Arbeitsboote angeboten. Darüber hinaus werden bei Bedarf kleine RoRo-Schiffe, RoPax-Schiffe, Schlepper und Schwimmdocks produziert. Für alle Fahrzeuge werden Motoren nach Wunsch der Auftraggeber zugekauft und von unterschiedlichen Herstellern wie Volvo Penta, MAN, John Deere, Baudouin, Caterpillar oder Cummins bezogen.
Die Kunden der Werft stammen neben der heimischen Fischerei und Passagierdiensten in Portugal vor allem aus Afrika. Schiffe und Boote wurden für Kunden in Algerien, Angola, Mosambik, Senegal und Kap Verde gebaut. Wichtigster Auslandsmarkt ist Angola.

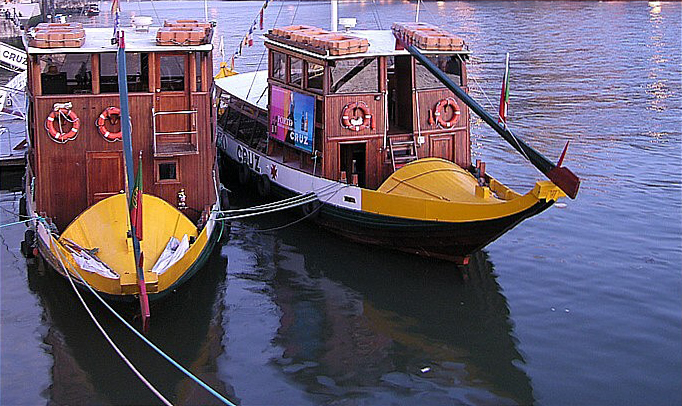
Rabelo-Ausflugsboote

### Umsatz und Mitarbeiterzahlen
Die ENP zählt zu den größeren Werften in Portugal und war bis zur Etablierung der Werft West Sea im Jahr 2013 die größte privat betriebene Werft des Landes: Im Jahr 2010 erzielte das Unternehmen mit 210 Mitarbeitern einen Umsatz von 12,5 Millionen Euro, davon 9,1 Millionen aus dem Export. In den Folgejahren geriet das Unternehmen wiederholt in Krisen. Im Jahr 2020 beschäftigte die Werft noch 48 Mitarbeiter und erzielte einen Umsatz von 1,6 Millionen Euro.

### Entwicklung und Krisen der Werftgeschichte
Im November 2010 erwarb die Estaleiros Navais de Peniche auf der Azoreninsel Pico die kriselnde Werft Estaleiros Navais Canal in Madalena. Die ENP erhoffte sich mit dieser Investition einen Zugang zum Markt von Fährschiffen auf den Azoren, da die Reederei Transmaçor Neuanschaffungen plante. Die ENP konnte die Anforderungen der Ausschreibung nicht erfüllen und zog sich wieder zurück.

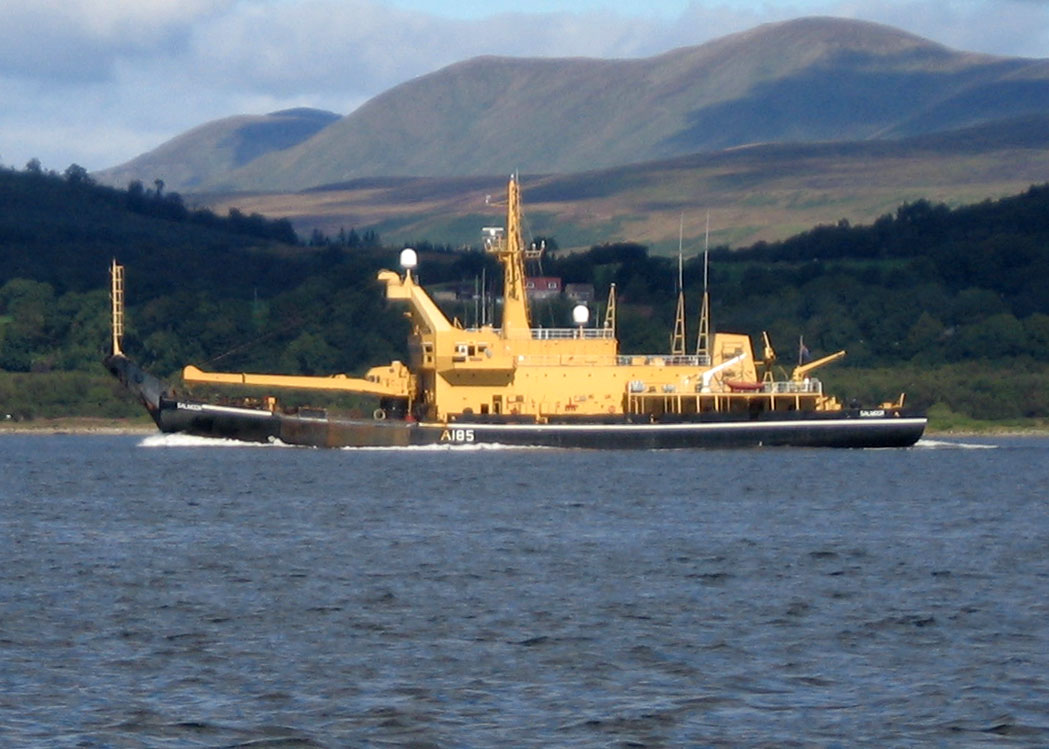
RMAS Salmour – Schwesterschiff der Salmaid, die zum Forschungsschiff Mar Portugal umgebaut wurde

2014 wurde die Amal-Gruppe zusammen mit Venture Capital Oxycapital neuer Mehrheitseigner der Werft. Die neuen Inhaber beabsichtigten, die Werft zusätzlich für das Offshore-Geschäft und den Bereich der erneuerbaren Energien aufzustellen. Zwei Jahre später, 2016, traf die aufgrund gesunkener Ölpreise in eine Krise geratene angolanische Wirtschaft die Werft erneut, da sich dort die wichtigsten Abnehmer des Unternehmens befanden. Aufgrund offener Verbindlichkeiten schloss die Werft das Jahr mit Verlusten ab. Nach Überwindung der Krise errichtet die ENP einen kleinen Standort im angolanischen Lobito, um dort Boote aus Fiberglas für die lokale Fischerei zu bauen. Am Hauptstandort in Peniche arbeitet die Werft seit der Krise mit einer reduzierten Mitarbeiterzahl. Gleichzeitig sind nur wenige Aufträge bekannt, wie der Umbau des früheren britischen Bergungsschiffes RMAS Salmaid zum zivilen Forschungsschiff Mar Portugal. Aufträge zum Bau von Elektrofähren in Aveiro und in Lissabon konnte die Werft 2020 nicht für sich gewinnen.

## Lage und Ausstattung
Die Werft befindet sich im Südwesten der Stadt etwa an der schmalsten Stelle der Halbinsel unter der Adresse Molhe Leste. Das Werftgelände umfasst eine Fläche von 80.000 Quadratmetern. Davon sind 12.000 Quadratmeter überdachte Fläche, wo Schiffe mit einer Länge von bis zu 60 Metern oder 700 Tonnen aufgenommen werden können. Die fünf Hallen sind jeweils ausgelegt für Stahlarbeiten, für Schlosserarbeiten, für Malerarbeiten, als Lagerhallen sowie eine Halle für Arbeiten mit glasfaserverstärktem Kunststoff. Aufgeslippt werden die Schiffe über zwei Hellinge, deren größere für Schiffe mit maximal 140 Meter Länge und 20 Meter Breite ausgelegt ist. Dort befindet sich auch ein Portalkran. Der Außenbereich wird ergänzt durch eine Pier von 350 Meter Länge, an der Reparaturarbeiten stattfinden und Schiffe bis zu 150 Meter anlegen können. Insgesamt kann die Werft 20 Schiffe aufnehmen.

## Bauliste (Auswahl)
Eine Bauliste der Werft existiert bislang nicht in der Literatur – die aufgeführten Einträge enthalten eine Auswahl von Schiffsneubauten und Umbauten.
| Name            | Jahr          | Schiffstyp              | Vermessung                               | Auftraggeber                                               | Anmerkungen |
| --------------- | ------------- | ----------------------- | ---------------------------------------- | ---------------------------------------------------------- | --- |
|                 | 2000 (Neubau) | Ausflugsboot Typ Rabelo | 30 Meter, 126 Passagiere                 | div. Auftraggeber                                          | für touristische Ausflüge auf Flüssen wie vor allem dem Douro konzipiert, das dem traditionellen Bootstyp Rabelo entspricht;                                                       |
| Alberto Miguel  | 2006 (Neubau) | Fischkutter             | 167 BRT                                  | Fischer aus Peniche                                        | Fischkutter für die Langleinenfischerei für lokale Fischer oder Fischereiunternehmen aus Peniche;                                                                                  |
| Ariel           | 2006 (Neubau) | Fährboot                | 12 Meter, 12 Passagiere                  | Atlânticoline, Ponta Delgada                               | Erste Anschaffung der 2005 gegründeten azoreanischen Fähr-Reederei Atlânticoline; verkehrt seit 2008 zwischen den Inseln Corvo und Flores;                                         |
| Garça Branca    | 2007 (Neubau) | Katamaran-Fährschiff    | 454 BRZ                                  | Atlantic Ferries, Carvalhal                                | Lizenzbau des brit. Entwurfs BMT Nigel Gee 40m-Ferry für Atlantic Ferries; dort seit 2008 im Liniendienst zwischen Setúbal und der Halbinsel Tróia;                                |
| Roaz Corvineiro | 2007 (Neubau) | Katamaran-Fährschiff    | 454 BRZ                                  | Atlantic Ferries, Carvalhal                                | 2: Lizenzbau des Entwurfs BMT Nigel Gee 40m-Ferry für Atlantic Ferries; seit 2008 im Liniendienst zwischen Setúbal und Tróia;                                                      |
| Indico I        | 2011 (Neubau) | RoRo-Schiff             | 690 BRZ, 57,00 Meter                     | Verkehrsministerium Mosambik                               | Teil einer Lieferung von 5 Schiffen an Mosambik für Verbindungen entlang der Küste und Flussmündungen; Durch geringen Tiefgang auch ohne Hafeninfrastruktur nutzbar.               |
| Lualua          | 2011 (Neubau) | RoPax-Schiff/Fährschiff | 30,00 Meter, 80 Passagiere               | Verkehrsministerium Mosambik                               | Teil einer Lieferung von 5 Schiffen an Mosambik für Verbindungen entlang der Küste und Flussmündungen; Durch geringen Tiefgang auch ohne Hafeninfrastruktur nutzbar.               |
| Boa Vista       | 2012 (Ausbau) | Schwimmdock             | 61 × 21 Meter, 2000 Tonnen Tragfähigkeit | Angolanisches Fischereiministerium, Luanda                 | Endausbau des in der ukrainischen Partnerwerft Zaliv Shipyards in Kertsch hergestellten Kaskos für das angolanische Fischereiministerium.                                          |
| Chambo          | 2012 (Neubau) | Fährschiff              | 24 Meter, 100 Passagiere                 | Malawi Shipping Company, Lilongwe/Malawi                   | Einsatz als Fähre der Malawi Shipping Company auf dem Malawisee zwischen Mosambik und Malawi;                                                                                      |
| Mar Portugal    | 2017 (Umbau)  | Forschungsschiff        | 2290 BRT                                 | Instituto Português do Mar e da Atmosfera (IPMA), Lissabon | Umbau des 1986 gebauten brit. Bergungsschiffes RMAS Salmaid (A187) zum zivilen Forschungsschiff. Einsatz für geotechnische, ozeanographische und meeresbiologische Untersuchungen; |